# Храм Воскресения Христова (Георгиевские Любуты)
Церковь Воскресения Христова — уничтоженный в советское время православный храм, располагавшийся на погосте Георгиевские Любуты Андреапольского района Тверской области (Торопецкого уезда Псковской губернии).

## Расположение
Храм располагался в 3 км к юго-западу от деревни Аристово и в 1,5 км к северо-западу от Березово.

## История
Каменный трёхпрестольный храм был построен в 1808 году.
В 1876 году храм имел 1129 прихожан (526 мужчин и 603 женщины), в 1879 году — 1260 прихожан (587 мужчин и 673 женщины).
К храму была приписана Никольская церковь, руины которой в настоящее время сохранились около деревни Аристово.

## Духовенство
В разные годы в храме служили:
- Священник Иоанн Иоаннович Музыров
- Священник Иоанн Симеонович Владимирский
- Священник Иоанн Любомудров (22.04.1895 — 09.08.1895)
- Священник Павел Горожанский (09.08.1895 † 05.12.1907)
- Священник Михаил Феодорович Овчинников (06.03.1907 — 1913)